# Kul Tepe Jolfa
Kul Tepe Jolfa (Gargar Tepesi o Kul Tapeh) és un antic jaciment arqueològic al comtat de Jolfa (شهرستان جلفا) (Iran), situat a la ciutat de Hadishahr (هاديشهر) a uns 10 km al sud del riu Araxes. Data del període Calcolític (5000-4500 aC), i fou descobert el 1968.
Ve ser ocupat fins a l'edat del bronze tardà. S'ha recuperat ceràmica de l'edat del bronze i del període urartià.

## Descripció
Kul Tepe és un tell multiperiòdic de 6 ha d'extensió i 19 m d'alçada. Es troba a 967 metres sobre el nivell del mar.
A uns 50 km es troba el jaciment relacionat de Kültəpə, Azerbaidjan.
Es va trobar material del període Dalma (5000-4500 aC), del període Pisdeli, dels horitzons de Chaff-Faced Ware i dels períodes Kura-Araxes I i II. Es tracta de la cultura trans-caucàsica primerenca o cultura Kura-Araxes, que es va estendre pel Caucas i la conca del llac Urmia cap el 3500 aC.
També es constata l'edat del bronze mitjà i tardà (Urmia Ware), de l'edat del ferro, i dels períodes uràrtia / aquemènida.
Dava Goz és un altre jaciment relacionat de la zona recentment excavada. Es troba a uns 5 km al nord de Dizaj Diz (ديزج ديز,) a l'Iran. Es tracta d'un jaciment petit i molt antic que s'inicia en el Neolític tardà / transició al calcolític, similar al de Hajji Firuz Tepe; potser va començat c. 6000 aC.
Les ceràmiques amb superfícies pentinades amb canyes són una terrisseria típica calcolítica tardana del sud de l'Azerbaidjan. Es troba a Kültəpə (Azerbaidjan), i altres llocs de la regió de Nakhtxivan i a la regió del llac Urmia, al nord-oest de l'Iran. Però també és freqüent en altres zones de l'Orient Mitjà, com al nord de Síria i Mesopotàmia. Està ben atestat a Amuq.
Segons Akbar Abedi,
| « | Per concloure, la imatge emergent suggereix que el sistema Chaff-Faced Ware, el focus de les quals eren les terres altes, fou progressivament desafiat durant el quart mil·lenni tant al nord com al sud, per les expansions de Kura-Araxes i Uruk, respectivament. Després d'un període de convivència amb tots dos, el fenomen Kura-Araxes va ser substituït a la cultura Chaff-Faced Ware, les forces motrius dels quals probablement tenien algun avantatge decisiu sobre els seus veïns regionals: A jutjar per la importància de la metal·lúrgia i de les activitats mineres al món de Kura-Araxes, aquest avantatge podria haver estat tecnològic. | » |